# Record de France de natation dames du 4 × 200 mètres nage libre

## Record équipe nationale

### Bassin de 50 mètres
| Temps            | Laps          | Athlète                  | Naissance | Âge | Club                      | Compétition               | Lieu      | Date            |
| ---------------- | ------------- | ------------------------ | --------- | --- | ------------------------- | ------------------------- | --------- | --------------- |
| 7 min 56 s 44    |               |                          |           |     |                           | Championnats d'Europe (f) | Budapest  | 3 août 2006     |
|                  | 1 min 59 s 60 | Alena Popchanka          | 1979      | 27  |                           |                           |           |                 |
|                  | 1 min 58 s 68 | Sophie Huber             | 1985      | 21  |                           |                           |           |                 |
|                  | 2 min 01 s 93 | Aurore Mongel            | 1982      | 24  |                           |                           |           |                 |
|                  | 1 min 56 s 23 | Laure Manaudou           | 1986      | 20  |                           |                           |           |                 |
| 7 min 55 s 96    |               |                          |           |     |                           | Championnats du monde (f) | Melbourne | 29 mars 2007    |
|                  | 1 min 57 s 86 | Alena Popchanka          | 1979      | 28  |                           |                           |           |                 |
|                  | 1 min 58 s 80 | Sophie Huber             | 1985      | 22  |                           |                           |           |                 |
|                  | 2 min 01 s 04 | Aurore Mongel            | 1982      | 27  |                           |                           |           |                 |
|                  | 1 min 58 s 26 | Laure Manaudou           | 1986      | 21  |                           |                           |           |                 |
| 7 min 52 s 09    |               |                          |           |     |                           | Championnats d'Europe (f) | Eindhoven | 21 mars 2008    |
|                  | 1 min 58 s 51 | Laure Manaudou           | 1986      | 22  |                           |                           |           |                 |
|                  | 1 min 56 s 58 | Coralie Balmy            | 1987      | 21  |                           |                           |           |                 |
|                  | 1 min 59 s 39 | Mylène Lazare            | 1987      | 21  |                           |                           |           |                 |
|                  | 1 min 57 s 61 | Alena Popchanka          | 1979      | 29  |                           |                           |           |                 |
| 7 min 50 s 37 RE |               |                          |           |     |                           | Jeux olympiques (s)       | Pékin     | 13 août 2008    |
|                  | 1 min 58 s 27 | Alena Popchanka          | 1979      | 29  |                           |                           |           |                 |
|                  | 1 min 58 s 92 | Céline Couderc           | 1983      | 25  |                           |                           |           |                 |
|                  | 1 min 57 s 32 | Camille Muffat           | 1989      | 19  |                           |                           |           |                 |
|                  | 1 min 55 s 86 | Coralie Balmy            | 1985      | 23  |                           |                           |           |                 |
| 7 min 50 s 18    |               |                          |           |     |                           | Championnats du monde (s) | Rome      | 30 juillet 2009 |
|                  | 1 min 58 s 82 | Camille Muffat           | 1989      | 20  | Olympic Nice Natation     |                           |           |                 |
|                  | 1 min 56 s 36 | Ophélie-Cyrielle Étienne | 1990      | 19  |                           |                           |           |                 |
|                  | 1 min 58 s 82 | Sophie Huber             | 1985      | 24  |                           |                           |           |                 |
|                  | 1 min 56 s 18 | Coralie Balmy            | 1985      | 24  |                           |                           |           |                 |
| 7 min 48 s 44    |               |                          |           |     |                           | Championnats du monde (f) | Rome      | 30 juillet 2009 |
|                  | 1 min 57 s 12 | Coralie Balmy            | 1985      | 24  | Dauphins du TOEC          |                           |           |                 |
|                  | 1 min 56 s 10 | Ophélie-Cyrielle Étienne | 1990      | 19  |                           |                           |           |                 |
|                  | 1 min 58 s 40 | Sophie Huber             | 1985      | 24  |                           |                           |           |                 |
|                  | 1 min 56 s 82 | Camille Muffat           | 1989      | 20  | Olympic Nice Natation     |                           |           |                 |
| 7 min 47 s 49    |               |                          |           |     |                           | Jeux olympiques (f)       | Londres   | 1er août 2012   |
|                  | 1 min 55 s 51 | Camille Muffat           | 1989      | 23  | Olympic Nice Natation     |                           |           |                 |
|                  | 1 min 57 s 78 | Charlotte Bonnet         | 1995      | 17  | Olympic Nice Natation     |                           |           |                 |
|                  | 1 min 58 s 05 | Ophélie-Cyrielle Étienne | 1990      | 22  | Amiens Métropole Natation |                           |           |                 |
|                  | 1 min 56 s 15 | Coralie Balmy            | 1987      | 25  | Dauphins du TOEC          |                           |           |                 |

### Bassin de 25 mètres
| Temps            | Laps               | Athlète                  | Naissance | Âge | Club             | Compétition               | Lieu                 | Date             |
| ---------------- | ------------------ | ------------------------ | --------- | --- | ---------------- | ------------------------- | -------------------- | ---------------- |
| 8 min 14 s 89    |                    |                          |           |     | Dauphins du TOEC | Championnats interclubs   | Boulogne-Billancourt | 24 février 1991  |
| 8 min 10 s 92    |                    |                          |           |     | Dauphins du TOEC | Championnats interclubs   | Chalon-sur-Saône     | 23 février 1997  |
|                  | 2 min 01 s 92      | Hélène Ricardo           |           |     |                  |                           |                      |                  |
|                  | 2 min 00 s 25      | Solenne Figuès           |           |     |                  |                           |                      |                  |
|                  | 2 min 05 s 03      | Jacqueline Delord        |           |     |                  |                           |                      |                  |
|                  | 2 min 03 s 72      | Audrey Boite             |           |     |                  |                           |                      |                  |
| 7 min 43 s 18    |                    |                          |           |     |                  | Championnats du monde (s) | Dubaï                | 15 décembre 2010 |
|                  | 1 min 55 s 77      | Ophélie-Cyrielle Étienne | 1990      | 20  |                  |                           |                      |                  |
|                  | 1 min 55 s 28      | Coralie Balmy            | 1987      | 23  |                  |                           |                      |                  |
|                  | 1 min 56 s 44      | Mylène Lazare            | 1987      | 23  |                  |                           |                      |                  |
|                  | 1 min 55 s 69      | Camille Muffat           | 1989      | 21  |                  |                           |                      |                  |
| 7 min 38 s 33 RE |                    |                          |           |     |                  | Championnats du monde (f) | Dubaï                | 15 décembre 2010 |
|                  | 1 min 53 s 17 (RF) | Camille Muffat           | 1989      | 21  |                  |                           |                      |                  |
|                  | 1 min 53 s 71      | Coralie Balmy            | 1987      | 23  |                  |                           |                      |                  |
|                  | 1 min 56 s 24      | Mylène Lazare            | 1987      | 23  |                  |                           |                      |                  |
|                  | 1 min 55 s 21      | Ophélie-Cyrielle Étienne | 1990      | 20  |                  |                           |                      |                  |

## Record des clubs

### Bassin de 50 mètres
| Temps         | Laps          | Athlète                  | Naissance | Âge | Club             | Compétition            | Lieu          | Date          |
| ------------- | ------------- | ------------------------ | --------- | --- | ---------------- | ---------------------- | ------------- | ------------- |
| 8 min 13 s 88 |               |                          |           |     | Dauphins du TOEC | Championnats de France | Saint-Raphaël | 24 juin 2007  |
|               |               | Malia Metella            | 1982      | 25  |                  |                        |               |               |
|               |               | Alexandra Putra          | 1986      | 21  |                  |                        |               |               |
|               |               | Marilyn Cadour           | 1990      | 17  |                  |                        |               |               |
|               |               | Coralie Balmy            | 1987      | 20  |                  |                        |               |               |
| 8 min 00 s 05 |               |                          |           |     | Dauphins du TOEC | Championnats de France | Dunkerque     | 24 avril 2008 |
|               | 1 min 57 s 99 | Coralie Balmy            | 1987      | 21  |                  |                        |               |               |
|               | 2 min 02 s 02 | Elsa N'Guessan           | 1984      | 24  |                  |                        |               |               |
|               | 2 min 01 s 58 | Alicia Bozon             | 1984      | 24  |                  |                        |               |               |
|               | 1 min 58 s 46 | Ophélie-Cyrielle Étienne | 1990      | 18  |                  |                        |               |               |

### Bassin de 25 mètres
| Temps         | Laps          | Athlète           | Naissance | Âge | Club             | Compétition             | Lieu                 | Date            |
| ------------- | ------------- | ----------------- | --------- | --- | ---------------- | ----------------------- | -------------------- | --------------- |
| 8 min 14 s 89 |               |                   |           |     | Dauphins du TOEC | Championnats interclubs | Boulogne-Billancourt | 24 février 1991 |
| 8 min 10 s 92 |               |                   |           |     | Dauphins du TOEC | Championnats interclubs | Chalon-sur-Saône     | 23 février 1997 |
|               | 2 min 01 s 92 | Hélène Ricardo    |           |     |                  |                         |                      |                 |
|               | 2 min 00 s 25 | Solenne Figuès    | 1979      | 18  |                  |                         |                      |                 |
|               | 2 min 05 s 03 | Jacqueline Delord |           |     |                  |                         |                      |                 |
|               | 2 min 03 s 72 | Audrey Boite      |           |     |                  |                         |                      |                 |